# Marta Rovira i Vergés
|  | «Marta Rovira» redirigeix aquí. Vegeu-ne altres significats a «Marta Rovira Martínez». |

Marta Rovira i Vergés (Vic, 25 de gener del 1977) és una advocada i política catalana. És la secretària general d'Esquerra Republicana de Catalunya des del 2011.

## Biografia
Alguns dels seus avantpassats van participar en la política en l'àmbit local. El seu avi matern, Francesc Vergés i Ordeig, fou alcalde de Sant Pere de Torelló entre 1956 i 1965; mentre que un dels seus besavis per part de pare, Jaume Rovira i Camps, va ser alcalde de Prats de Lluçanès entre 1939 i 1941.
Marta Rovira és llicenciada en dret per la Universitat Pompeu Fabra (UPF) i en Ciències polítiques i de l'Administració pública per la Universitat Oberta de Catalunya.
Ha exercit d'advocada, ha estat professora de dret administratiu a l'Escola de Policia de Catalunya (2003-2006) i directora de l'àmbit de serveis de suport de l'Agència Catalana de Cooperació al Desenvolupament (2007-2011).
Anteriorment, fou vocal secretària dels Joves Advocats de Catalunya (2006-2007), responsable del Grup d'Advocats Joves de Vic (2004-2006) en representació del qual va ser membre de la Junta de Govern del Col·legi d'Advocats de Vic, membre de la Plataforma Solidària de la UPF (1999) i responsable de l'associació d'estudiants Juristes sense fronteres (1997-1999). Ha estat membre de la colla castellera Sagals d'Osona i sòcia de la Creu Roja.

### Carrera política
Marta Rovira milita a Esquerra Republicana des del 2005. Al 25è Congrés Nacional del partit, celebrat el 2008, va ser escollida secretària nacional de Política Internacional, Europea i Cooperació. Aquell mateix any, i fins al 2012, també fou la secretària general de l'Aliança Lliure Europea.
Al 26è Congrés Nacional (2011) va ser elegida secretària general d'Esquerra Republicana. Fou llavors quan va assumir el lideratge del partit, juntament amb Oriol Junqueras, president d'Esquerra Republicana.
A les eleccions catalanes del 2012, fou elegida diputada del Parlament de Catalunya i
entre el 2012 i el 2015 va ser la portaveu del grup parlamentari d'Esquerra Republicana. El 2015 va tornar a presentar-se a les eleccions catalanes, aquesta vegada formant part de la coalició independentista Junts pel Sí, i també va ser elegida diputada i portaveu del grup parlamentari.
A les eleccions al Parlament de Catalunya de 2017 va encapçalar, amb Junqueras, la candidatura d'Esquerra Republicana de Catalunya - Catalunya Sí a la Circumscripció electoral de Barcelona. Esquerra Republicana va obtenir 32 escons.
Les principals motivacions polítiques de Rovira són la defensa dels drets humans, especialment els drets de les dones, la justícia social i la independència de Catalunya. Rovira advoca pel republicanisme com a model que vetlla per l'interès general i el bé comú, la igualtat d'oportunitats i la transparència i corrupció zero. Com a independentista, Rovira defensa que aquests principis republicans només es podran assolir en una República Catalana, la qual s'ha de guanyar en un referèndum que permeti als catalans escollir el seu futur.

### Causa judicial
El 22 de desembre de 2017, el Tribunal Suprem d'Espanya la va imputar per un presumpte delicte de rebel·lió per la seva participació en l'organització del Referèndum sobre la independència de Catalunya de 2017 de l'1 d'octubre del 2017. Va ser citada a declarar per aquest tribunal el 19 de febrer de 2018 i, finalment, va ser posada en llibertat condicional sota una fiança de 60.000 euros. El 21 de març de 2018, el jutge Pablo Llarena va citar pel 23 de març els investigats per la causa per comunicar-los la interlocutòria de processament i revisar la seva condició de llibertat provisional.
El dia 22 de març de 2018, un cop finalitzada la votació fallida per a la investidura de Jordi Turull com a president de la Generalitat de Catalunya, Rovira va renunciar, juntament amb Carme Forcadell i Dolors Bassa a l'acta de diputada. L'endemà, 23 de març, va decidir no presentar-se a declarar al Tribunal Suprem. Va al·legar que no disposava de les garanties judicials suficients, i es va exiliar a Suïssa, on viu des de llavors.
Aquell mateix dia, el jutge Llarena va activar una ordre de detenció europea i internacional, i una demanda d'extradició, contra Rovira, que s'afegia a les reactivades contra Carles Puigdemont, Antoni Comín, Lluís Puig, Meritxell Serret i Clara Ponsatí.
El 19 de juliol del 2018, davant de la decisió de la justícia d'Alemanya contrària al lliurament de Carles Puigdemont pel delicte de rebel·lió, Llarena va retirar totes les ordres de detenció europees i internacionals emeses, entre elles la de Rovira.

### Exili i retorn
Entre març de 2018 i juliol de 2024 Rovira va viure exiliada a Suïssa. No podia tornar a Espanya perquè sobre ella pesava una ordre de detenció i ingrés a presó; i si sortia de territori suís, hauria de fer front a una euroordre.
Des de Ginebra, compaginà la seva tasca com a secretària general d'Esquerra Republicana de Catalunya amb la feina que realitza en diversos projectes que promouen la investigació de polítiques sobre diversitat cultural i lingüística, el dret d'autodeterminació, resolucions de conflictes i drets humans, entre d'altres, a escala europea i internacional.
L'endemà de les eleccions eleccions al Parlament de Catalunya de 2024, que es van haver d'avançar, Pere Aragonès anuncià la seva retirada pels mals resultats obtinguts del seu partit, i Oriol Junqueras deixà la presidència uns dies després, convocant un congrés per al 30 de novembre, en què Marta Rovira va anunciar que no es presentaria a la reelecció com a secretària general. El 12 de juliol de 2024, ja aprovada la Llei orgànica d'amnistia per a la normalització institucional, política i social a Catalunya, va travessar la frontera i va retornar a Catalunya, acompanyada per altres exiliats, com ara, Ruben Wagensberg, Oleguer Serra i Jesús Rodríguez i Campmajó.

### Retorn a Suïssa
El desembre de 2024, després del congrés d'Esquerra Republicana de Catalunya va anunciar el seu retorn a Suïssa per orientar la seva carrera professional a treballar en organismes internacionals.

### Vida personal
Està casada amb Raül Presseguer, amb qui va tenir una filla el 2011.

## Llibres sobre Marta Rovira
- Piquer i Vinent, Eva. Marta Rovira, cada dia més a prop.  Raval Edicions / Proa, 2014. ISBN 9788498092851.

## Llibres publicats
- Oriol Junqueras i Marta Rovira. Tornarem a vèncer (i com ho farem).  Ara llibres, 2020. ISBN 978-84-17804-57-2.